# Nippon Sharyo
Nippon Sharyō Seizō K.K. (jap. 日本車輌製造株式会社 Nippon Sharyō Seizō Kabushiki-gaisha), zapisywane także jako Nippon Sharyo – japońskie przedsiębiorstwo założone w 1896 roku z siedzibą w Nagoi. 
Należy ono do głównych producentów taboru kolejowego. Nippon Sharyo jest notowane na Tokijskiej Giełdzie Papierów Wartościowych, gdzie od 2004 znajduje się na indeksie Nikkei 225, grupującym największe spółki.
Najsłynniejsze projekty, w jakich brało udział Nippon Sharyo, to: Shinkansen i maglev, Linimo oraz singapurskie MRT i EMU.